# ミュージック・タブロイド
ミュージック・タブロイド (Music Tabloid Inc.) は、2006年4月1日、ソニー・ミュージックアーティスツの分割・再編・統合により新たに設立された芸能事務所である。
所属しているミュージシャンは、必ずしもソニーミュージック (SMEJ) 系列のレコード会社所属とは限らない。
2009年4月1日、親会社であるSMA(ソニーミュージック・アーティスツ)が他の子会社を含め吸収合併、事業マネジメントを統合する。

## 所属アーティスト

### ミュージシャン

#### SME系列レーベル所属
- 上田現
- DOPING PANDA
- the chef cooks me

#### SME系列外レーベル所属
- 氣志團（オフィス男闘呼塾エンタテインメント、EMIミュージック・ジャパン（以下EMI-J）→エイベックス）
- ART-SCHOOL（EMIミュージック・ジャパン→PONY CANYON→インディーズ→Ki/oon Records→インディーズ）
- 川村結花（Epic Records Japan→インディーズ→R and C→インディーズ）
- 微熱DANJI（EMI-J）
- Base Ball Bear（EMI-J→EMI Records）
- VOLA & THE ORIENTAL MACHINE